# Огурково
Огурково — деревня в Батецком муниципальном районе Новгородской области, относится к Мойкинскому сельскому поселению.
Деревня расположена на реке Коносек (притоке Луги), в 5 км к востоку от реки Луга, в 2 км северо-западнее деревни Хотобужи.

## История
В писцовых книгах Шелонской пятины 1498 года есть упоминание о двух деревнях Хотубожи и Хотубожи Другая Сабельского погоста, вероятно Хотубожи Другая это нынешнее Огурково, так как писцовых книгах 1571 года рядом с деревней Хотобужи значится деревня с названием Хотобужцы-Огурково.